# Giuseppe Mazzini

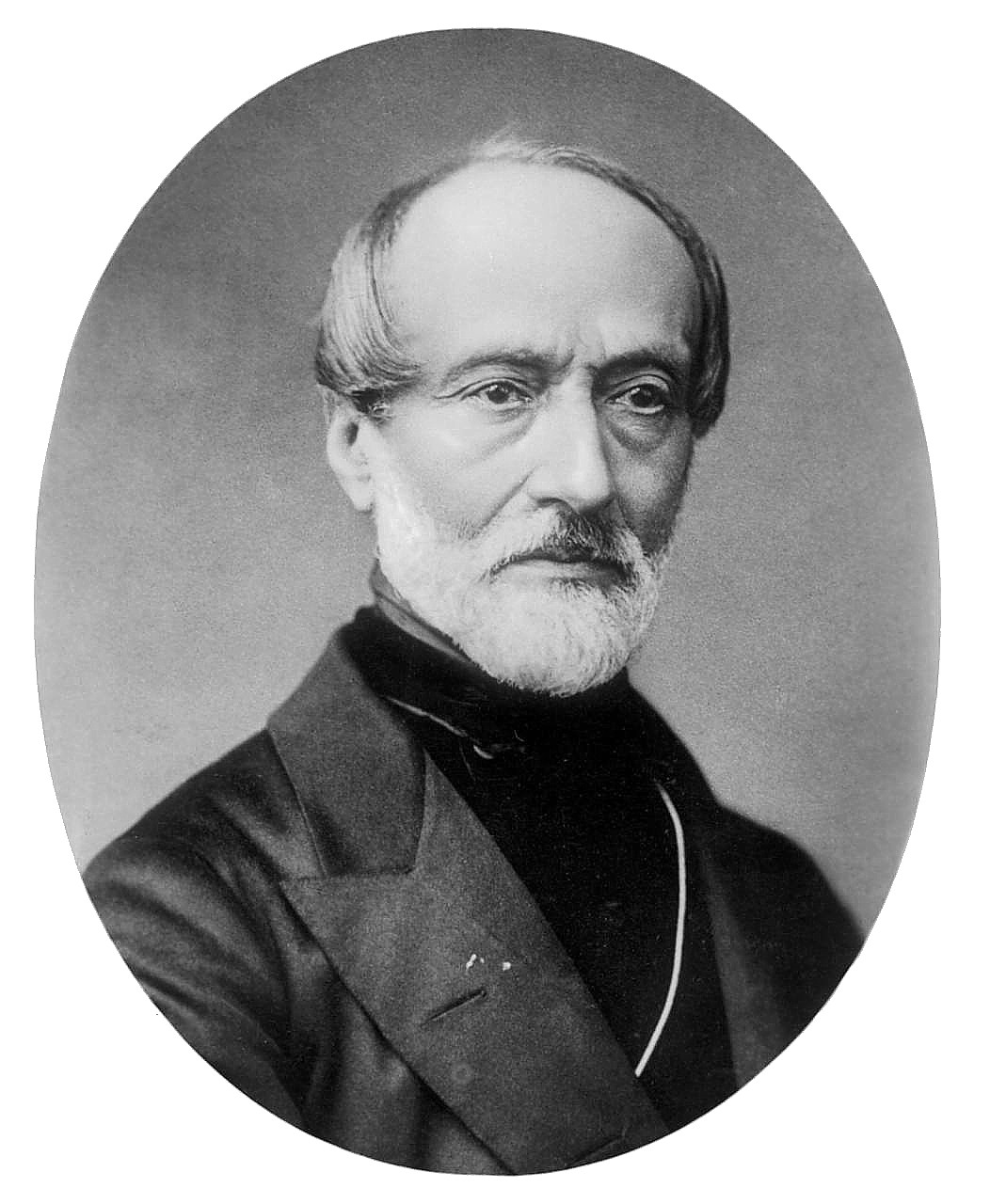
Giuseppe Mazzini (1860)

Giuseppe Mazzini (* 22. Juni 1805 in Genua; † 10. März 1872 in Pisa) war ein italienischer Philosoph, Journalist, Politiker und Freiheitskämpfer des Risorgimento.

## Leben

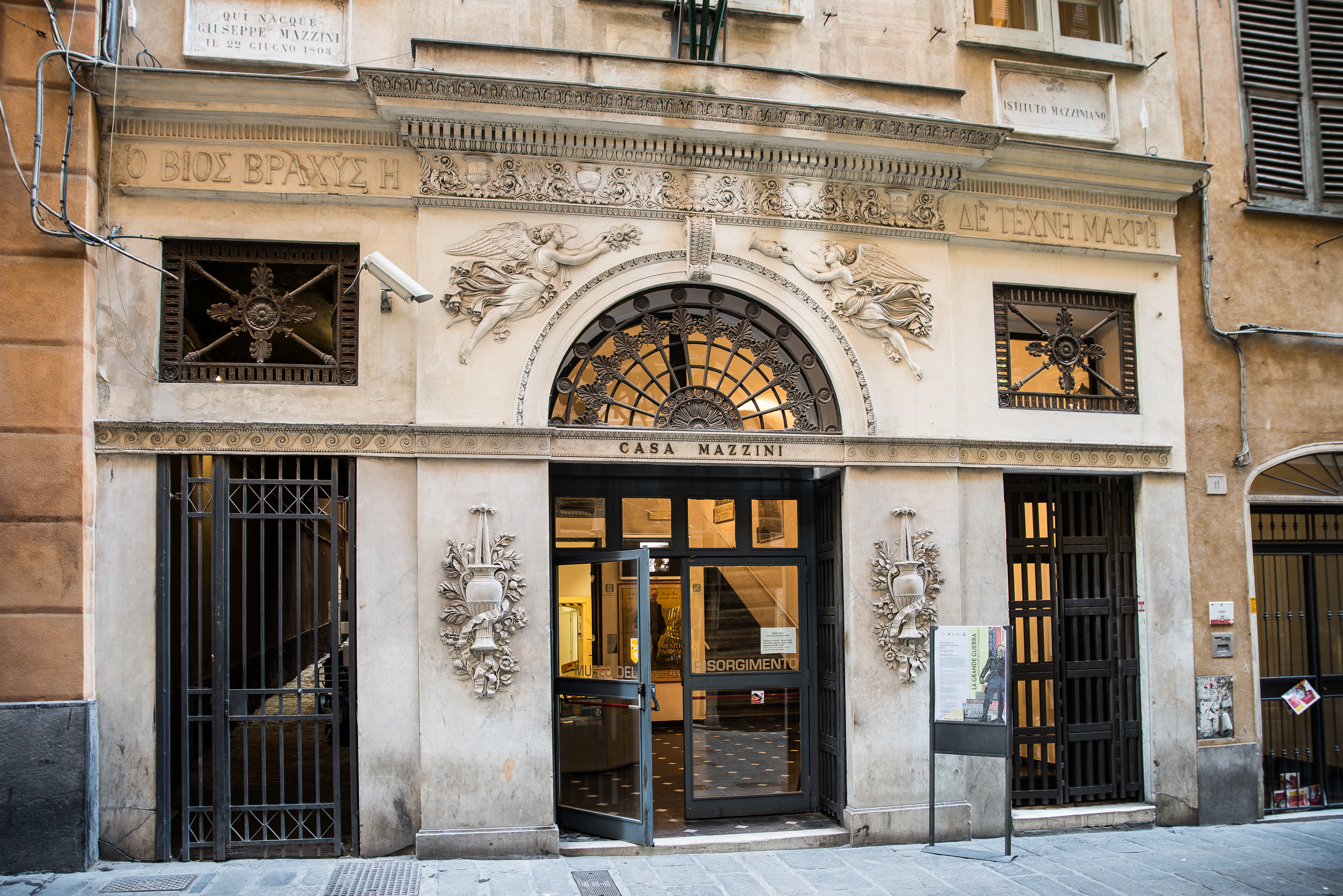
Mazzinis Wohnhaus (Casa Mazzini) in Genua, heute Sitz des Risorgimento-Museums und des Mazziniano-Instituts

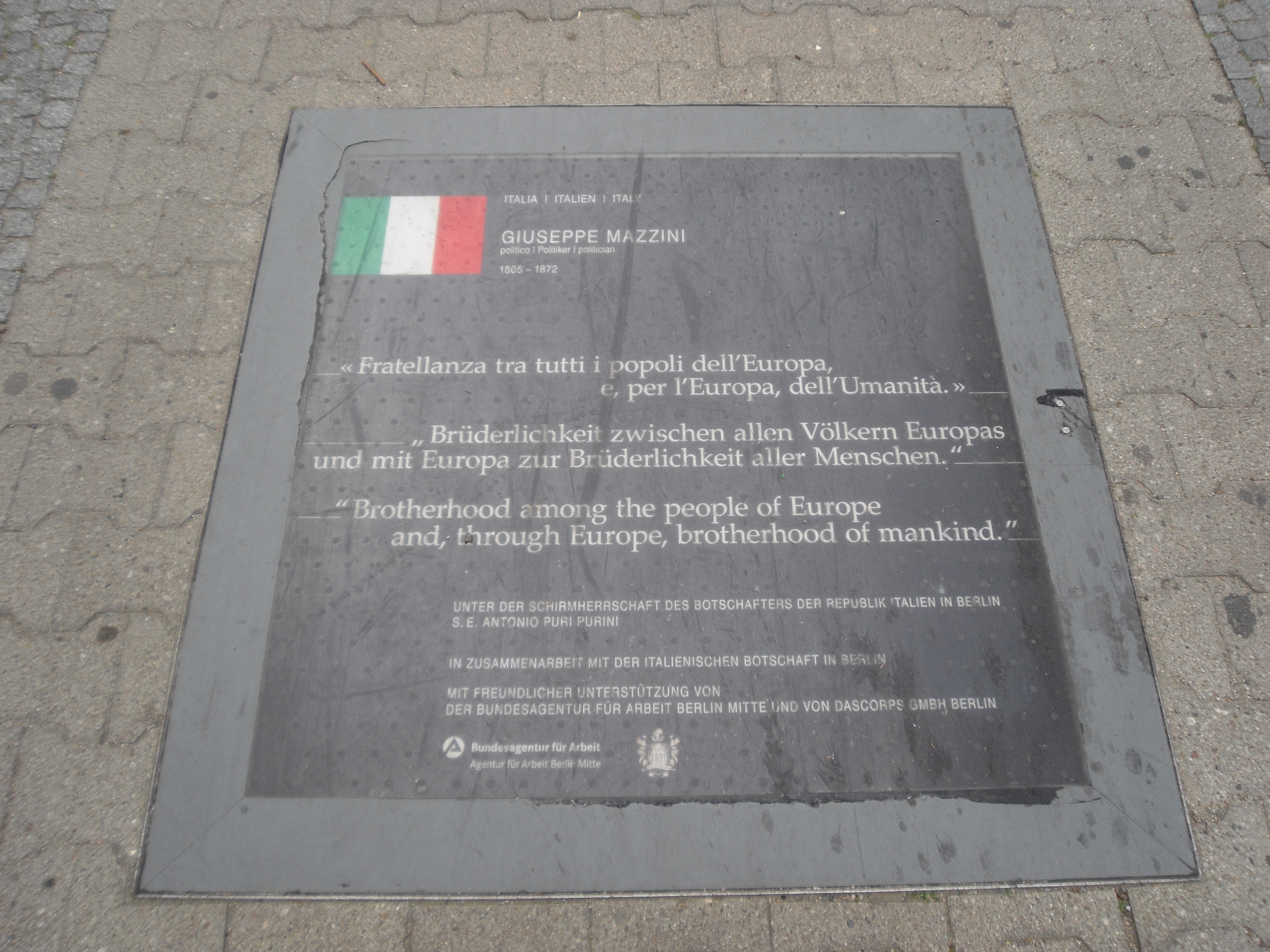
Bodentafel mit Zitat von Giuseppe Mazzini; Berlin-Kreuzberg, „Pfad der Visionäre“

Mazzinis politisches Ziel war das Selbstbestimmungsrecht der europäischen Völker und insbesondere die Unabhängigkeit und Einigung der italienischen Staaten, die damals in das spanisch-bourbonische Königreich beider Sizilien, das österreichische Königreich Lombardo-Venetien, den päpstlichen Kirchenstaat, das Königreich Sardinien-Piemont und weitere Territorien geteilt waren. Mazzini strebte die italienische Einigung in einer Republik an, die er nur durch die revolutionäre Erhebung des Volkes und die Vertreibung der fremden Besatzungsmächte als möglich erachtete.
Mazzini besuchte das Lyzeum in Genua. Im Frühjahr 1827, kurz vor dem Ende seines Studiums der Jurisprudenz an der Universität Genua, wurde Mazzini in den Genueser Geheimbund der Carbonari aufgenommen. Ein Jahr später veröffentlichte er seinen ersten patriotischen Artikel in der bis dahin eher unpolitischen Zeitung Indicatore Genovese. Das Blatt wandelte sich schnell zu einem Sprachrohr der italienischen Nationalbewegung und wurde 1829 verboten. Im daraufhin gegründeten Indicatore Livornese veröffentlichte er sein Konzept einer nationalen italienischen Republik.
Von einem durch ihn in die Carboneria eingeführten Bekannten denunziert, wurde Mazzini im November 1830 festgenommen und für drei Monate in der Festung von Savona inhaftiert. Nach der Entlassung entschied er sich, Italien zu verlassen. Er ging ins Schweizer Exil. Nach zwei gescheiterten Umsturzversuchen in Genua und Savoyen, die er von Genf aus leitete, wurde Mazzini in Sardinien in Abwesenheit zum Tode verurteilt.
Von Genf wandte er sich nach Lyon und ließ sich schließlich am 29. März 1831 in Marseille nieder. Hier konzipierte er 1831 eine neue Bewegung, genannt Giovine Italia (Junges Italien). Deren gleichnamige Zeitung, in der Mazzini eine gesamtitalienische republikanische Erhebung forderte, wurde illegal in allen italienischen Fürstentümern verbreitet. Des Weiteren forderte Mazzini König Karl Albert (Sardinien-Piemont) zur Befreiung Italiens auf. Zu Beginn der 1830er Jahre stieß auch der populäre Revolutionär Giuseppe Garibaldi zu Mazzinis Gruppe.
Am 15. April 1834 schloss Mazzini in Bern mit August Breidenstein und dessen Bruder Friedrich Breidenstein die sogenannte „Verbrüderungsacte“. Zu den von Mazzini initiierten Verbindungen Junges Italien und Junges Polen kam Breidensteins Junges Deutschland. Unter dem Motto Freiheit – Gleichheit – Humanität entstand der Geheimbund Junges Europa, der anstelle des Europas der Fürsten und Könige ein demokratisches Europa der Völker anstrebte.
Vom 26. April 1835 an fand er bei der Familie Girard im Bachtelenbad in Grenchen Zuflucht. Hier redigierte er die Zeitschrift La jeune Suisse/Die junge Schweiz. Als der Druck des Auslandes und der Schweizer Eidgenossenschaft immer stärker wurde, nahmen ihn die Stimmberechtigten Grenchens am 12. Juni 1836 ins Bürgerrecht auf. Dieses Unterfangen wurde jedoch von der Solothurner Regierung rückgängig gemacht. Da die Aufnahme ohne vorherige Bewilligung durch den Grossen Rat geschah, musste der Kleine Rat den Gemeindebeschluss am 9. Juli aufheben. Im August 1836 verlangte Frankreich die Ausweisung Mazzinis und sämtlicher am Savoyer Attentat Beteiligten und drohte mit hermetischer Grenzsperre, sollte die Schweiz auf die Forderung nicht eingehen. Nach Einführung eines neuen Fremdenkonklusums durch die Tagsatzung am 11. August 1836 verließ Mazzini Grenchen am 1. Januar 1837 und begab sich nach London. Dort organisierte er die italienischen Arbeiter und agitierte gegen die Fremdherrschaft in Italien. Seine Anhänger formierten sich im Partito d’Azione (deutsch: Partei der Aktion).
In der Revolution von 1848/49 (siehe auch Risorgimento) scheiterte Mazzini mit seinen Ideen in Mailand. Wenig später ging er nach Rom, wo sich seit Mitte 1848 die revolutionären Unruhen zugespitzt hatten. Nach der Ermordung des päpstlichen Ministerpräsidenten Pellegrino Rossi durch revolutionäre Rebellen am 15. November 1848 sah sich Papst Pius IX. am 23./24. November zur Flucht aus Rom veranlasst und setzte sich nach Gaeta an der Küste Neapel-Siziliens ab. Am 9. Februar 1849 rief Mazzini die Republik im Kirchenstaat aus und war an führender Stelle als einer der Triumviren 1849 zusammen mit Carlo Armellini und dem Freimaurer Aurelio Saffi an der kurzlebigen Römischen Republik beteiligt. Nach deren gewaltsamen Niederschlagung durch französisches Militär am 3. Juli 1849 ging er erneut nach London. Er befasste sich im Exil mit der Theorie der Befreiung und Einigung anderer europäischer Staaten und gründete mit Kossuth, Ledru-Rollin und Ruge den Comitato europeo, der die Errichtung einer europäischen Republik zum Ziel hatte.

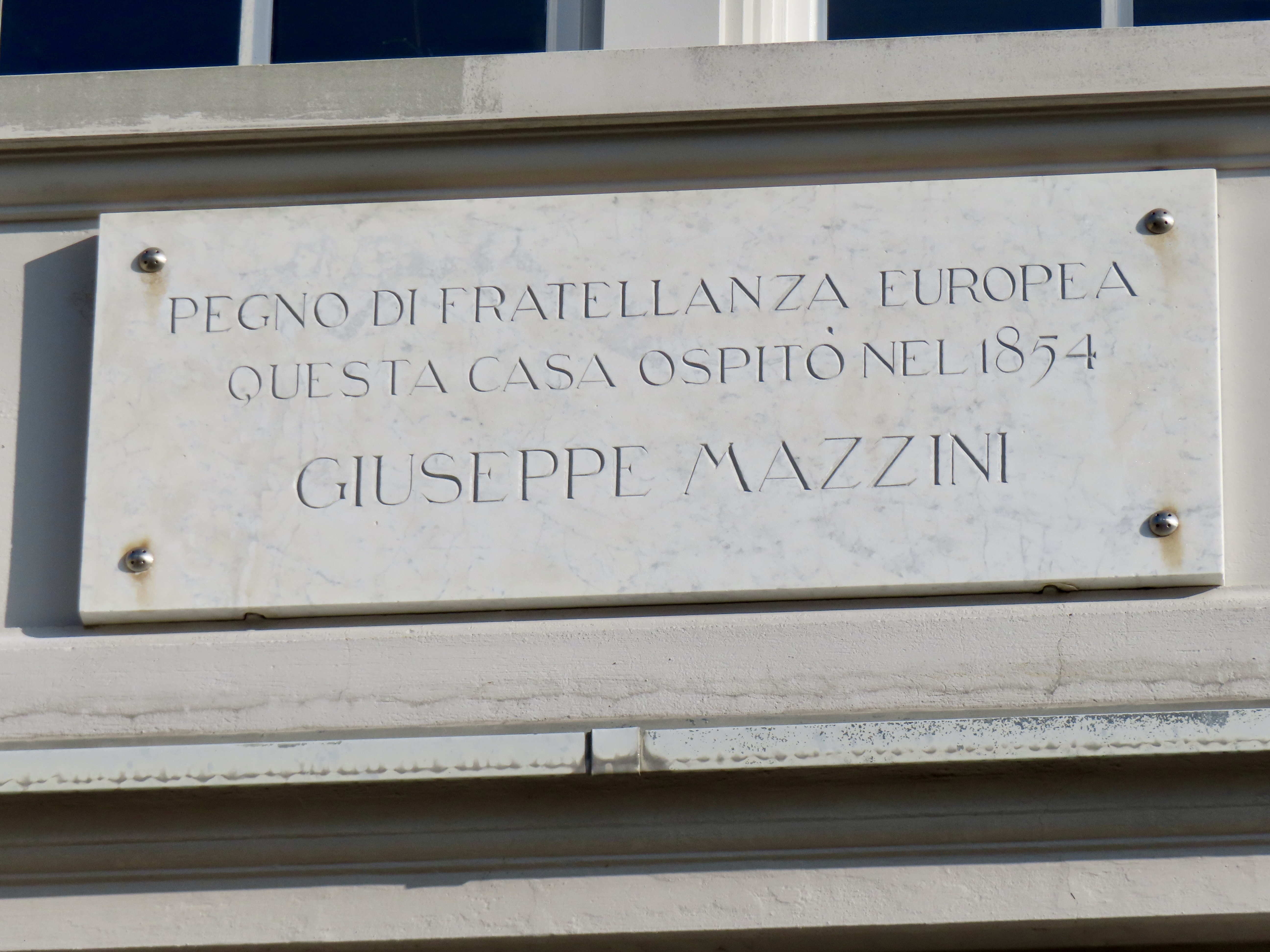
Gedenktafel am Landhaus Wangensbach in Küsnacht ZH, wo Mazzini 1854 lebte

Nach dem 1854 missglückten Aufstand im Veltlin floh Giuseppe Mazzini nach Zürich, wo Freunde ihm zu einem geheimen Aufenthalt im Landgut Wangensbach in Küsnacht verhalfen. Zu Beginn des Sardinischen Krieges im Mai 1859 stellte Mazzini sich gegen das Bündnis Sardiniens mit Frankreich, weil König Viktor Emanuel II. Frankreich für seine Unterstützung die Abtretung Savoyens und Nizzas zugesagt hatte.
Mazzini unterstützte im Mai 1860 Giuseppe Garibaldis Expedition zur Befreiung Siziliens mit dem sogenannten „Zug der Tausend“ und legte ihm nahe, auch Rom und Venedig zu befreien.
Die vom Ministerpräsidenten Sardinien-Piemonts Camillo Cavour geführte Einigung Italiens nach 1859, die sich auf die Zusammenarbeit des piemontesischen Königshauses, die Nationalbewegung und das Bündnis mit Frankreich stützte, lehnte er jedoch ab. Er wollte die nationale Frage auf demokratischem Wege von unten lösen. Letztlich setzte sich die Einigung Italiens unter sardinisch-piemontesischer Führung, sozusagen von oben, 1861 als konstitutionelle Monarchie mit einem stark eingeschränkten Zensuswahlrecht durch und wurde 1870 mit der Einnahme des Kirchenstaats vollendet.
1870 kehrte Mazzini nach Pisa zurück. Obwohl, bezogen auf seine politischen (demokratischen) Ziele, in seiner Zeit am Ende erfolglos, trugen Mazzinis Ideen und Aktivitäten, mit denen er relativ große Teile des Kleinbürgertums, der Handwerker und Arbeiter als revolutionäre Kraft mobilisieren konnte, wesentlich zur Einigung der italienischen Nation bei. Mit seinem zu seiner Zeit noch als schwärmerische Utopie geltenden Konzept eines „Europas der Völker“ kann Mazzini als ein früher Vordenker der modernen Europäischen Union gelten.

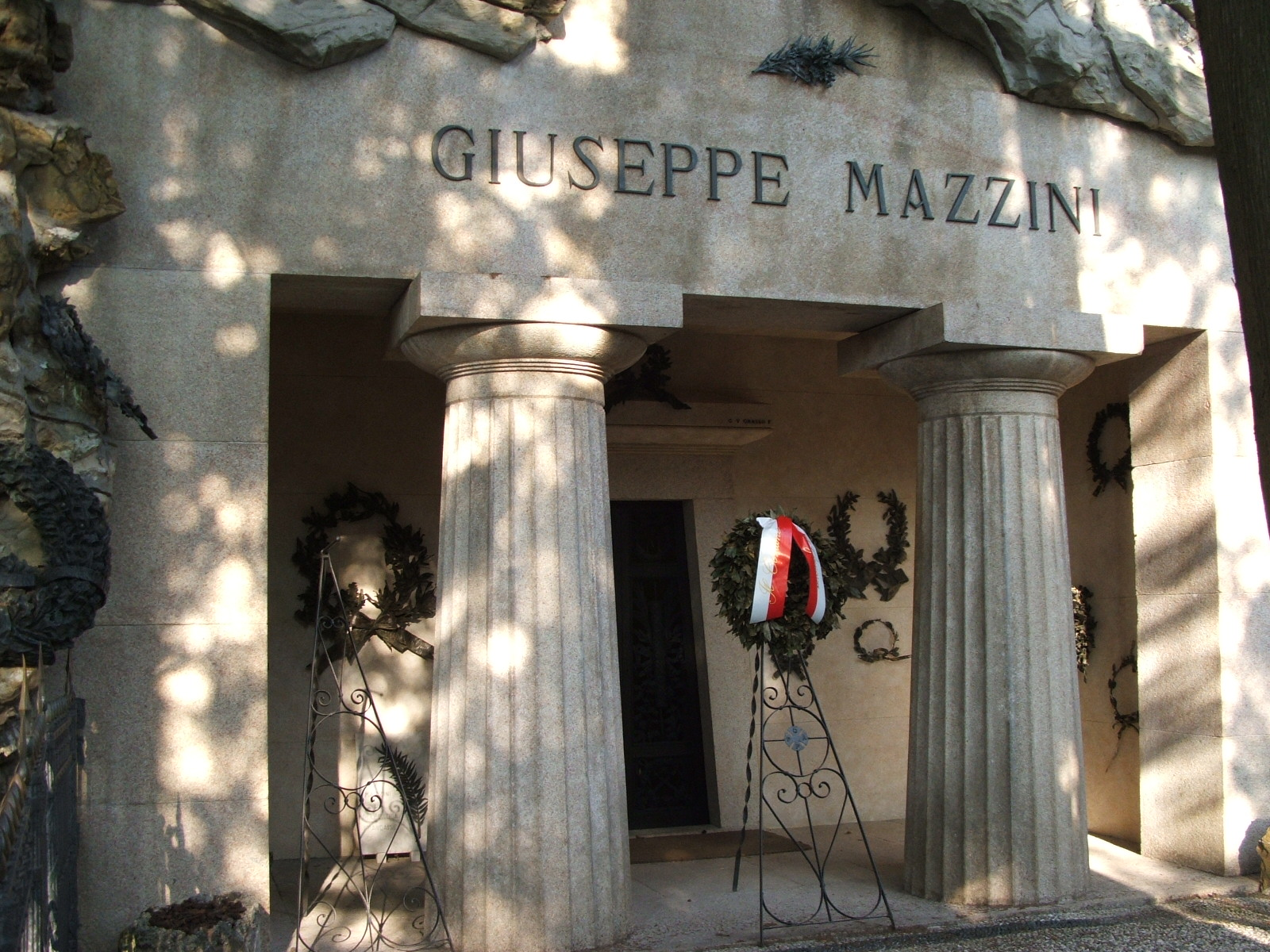
Mausoleum von Giuseppe Mazzini auf dem Monumentalfriedhof Staglieno

Mazzini war Freimaurer und Altgroßmeister des Grande Oriente d’Italia. Als er 1872 starb, wurden bei seiner Beerdigung in Rom zum ersten Mal Freimaurerfahnen durch die Straßen getragen. Im Juli 1949 lud die italienische Regierung die Mitglieder des Grande Oriente d’Italia dazu ein, an der Parade und an der Widmung einer Statue für Mazzini in Rom teilzunehmen. Etwa dreitausend italienische Freimaurer waren anwesend. Die Aufstellung der Statue hatte sich durch die Regierungszeit Mussolinis bis nach dem Tod Ettore Ferraris verzögert, der sie entworfen hatte und der ehemaliger Großmeister des „Großorients von Italien“ war.

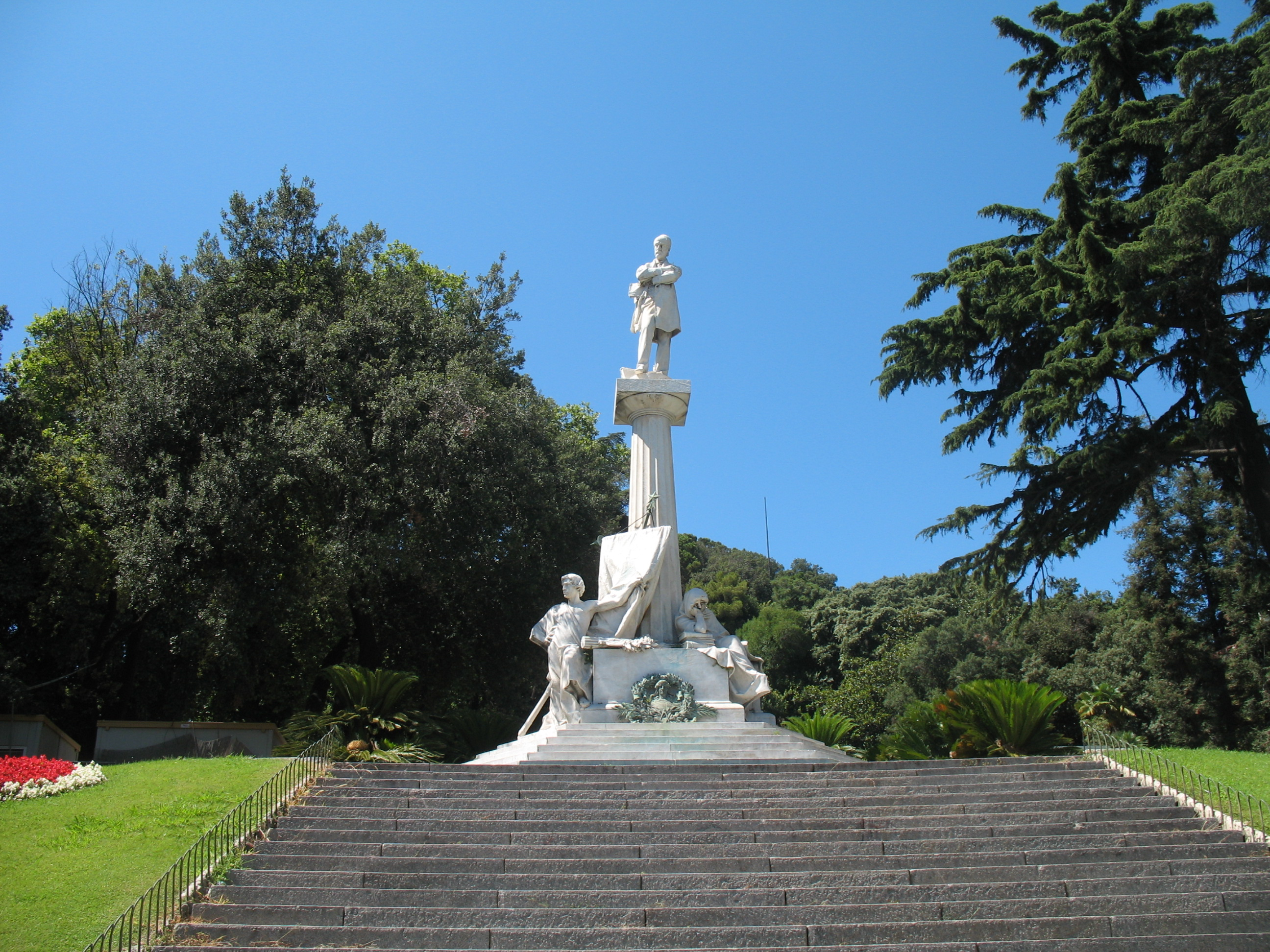
Mazzini-Denkmal in Genua

In Genua ist Mazzini, in unmittelbarer Nähe zur Piazza Corvetto, ein gleichnamiger Platz (Piazzale Giuseppe Mazzini) mit Statue gewidmet.

## Werk
- Manifest der Giovine Italia. Marseille 1831 ff. (als Zeitschrift weiter herausgegeben)
- The Pope and the Italian Question. 1846, ital. 1847
- Schriften. Übersetzt und eingeleitet von Ludmilla Assing. Hamburg 1868
- Scritti editi e inediti. Rom 1908
- Politische Schriften. Übersetzt und eingeleitet von S. Flesch. Leipzig 1911
- Scritti politici. Hrsg. T. Grandi/A.Comba. Turin: Unione Tipografico 1972